# Route principale 6 (Hongrie)
Pour les articles homonymes, voir Route 6.
 (janvier 2016).
Si vous disposez d'ouvrages ou d'articles de référence ou si vous connaissez des sites web de qualité traitant du thème abordé ici, merci de compléter l'article en donnant les références utiles à sa vérifiabilité et en les liant à la section « Notes et références ».
La route principale 6 (en hongrois : 6-ös főút) est une route hongroise reliant Budapest à la Frontière croate.

## Description
La route part de Budapest parallèlement à la rive droite du Danube via Ercsi, Dunaújváros et Szekszárd jusqu'à Pécs et plus à l'ouest via Szigetvár jusqu'à la frontière entre la Croatie et la Hongrie, quelle atteint à Barcs. 
En Croatie, elle est prolongée par la Route nationale 5 (route européenne 661).
La longueur totale de la route est de 262 kilomètres.

## Tracé
| Km     | Agglomérations | Carte interactive |
| ------ | -------------- | ----------------- |
| 0 km   | Budapest       |                   |
| 22 km  | Érd            |                   |
| 31 km  | Százhalombatta |                   |
| 37 km  | Ercsi          |                   |
| 64 km  | Rácalmás       |                   |
| 72 km  | Dunaújváros    |                   |
| 134 km | Dunaföldvár    |                   |
| 114 km | Paks           |                   |
| 134 km | Tolna          |                   |
| 145 km | Szekszárd      |                   |
| 171 km | Bonyhád        |                   |
| 191 km | Pécsvárad      |                   |
| 209 km | Pécs           |                   |
| 229 km | Szentlőrinc    |                   |
| 245 km | Szigetvár      |                   |
| 262 km | Barcs          |                   |

## Galerie

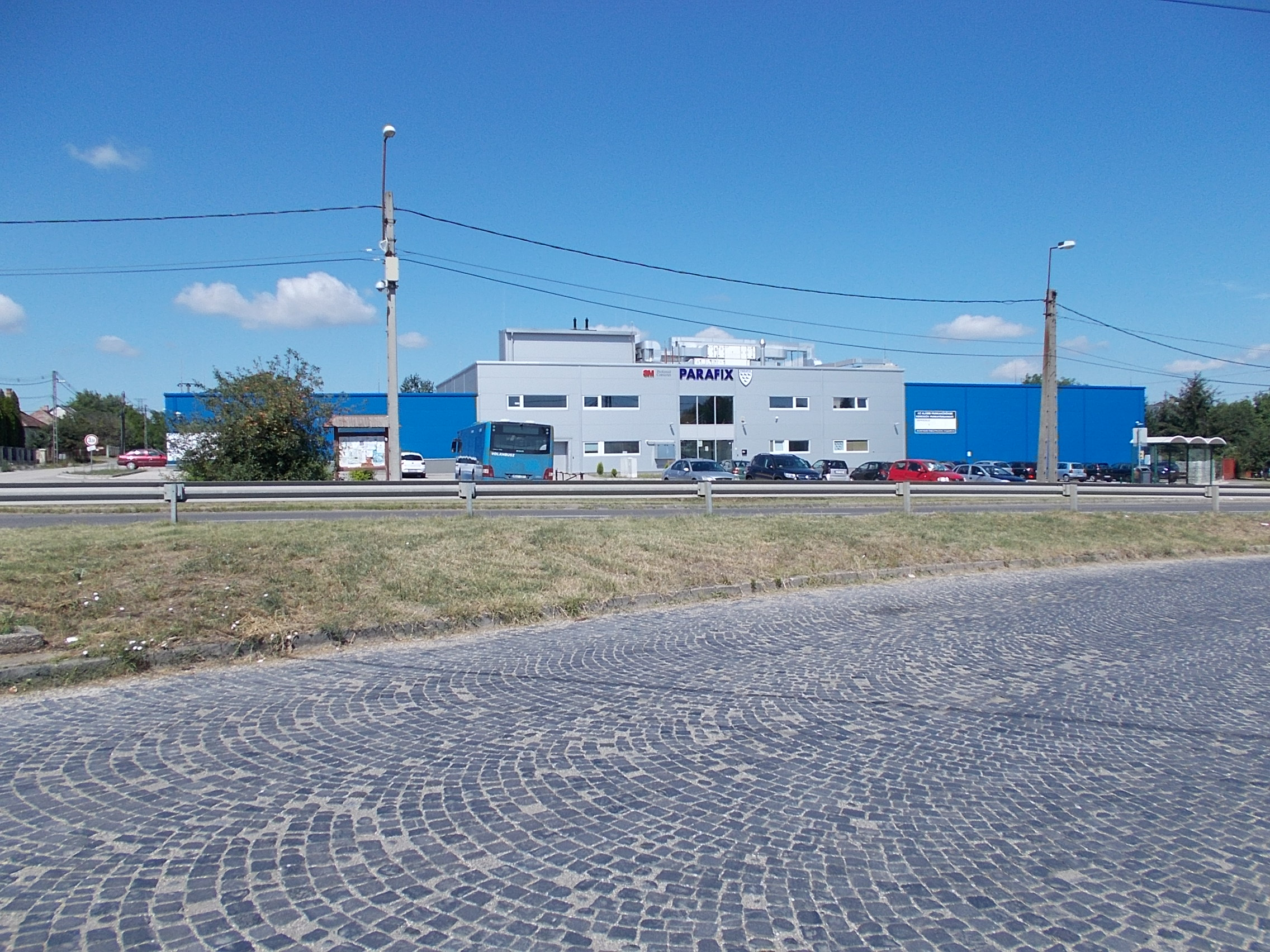
Site industriel de Parafix à Ercsi vu de la route 6.
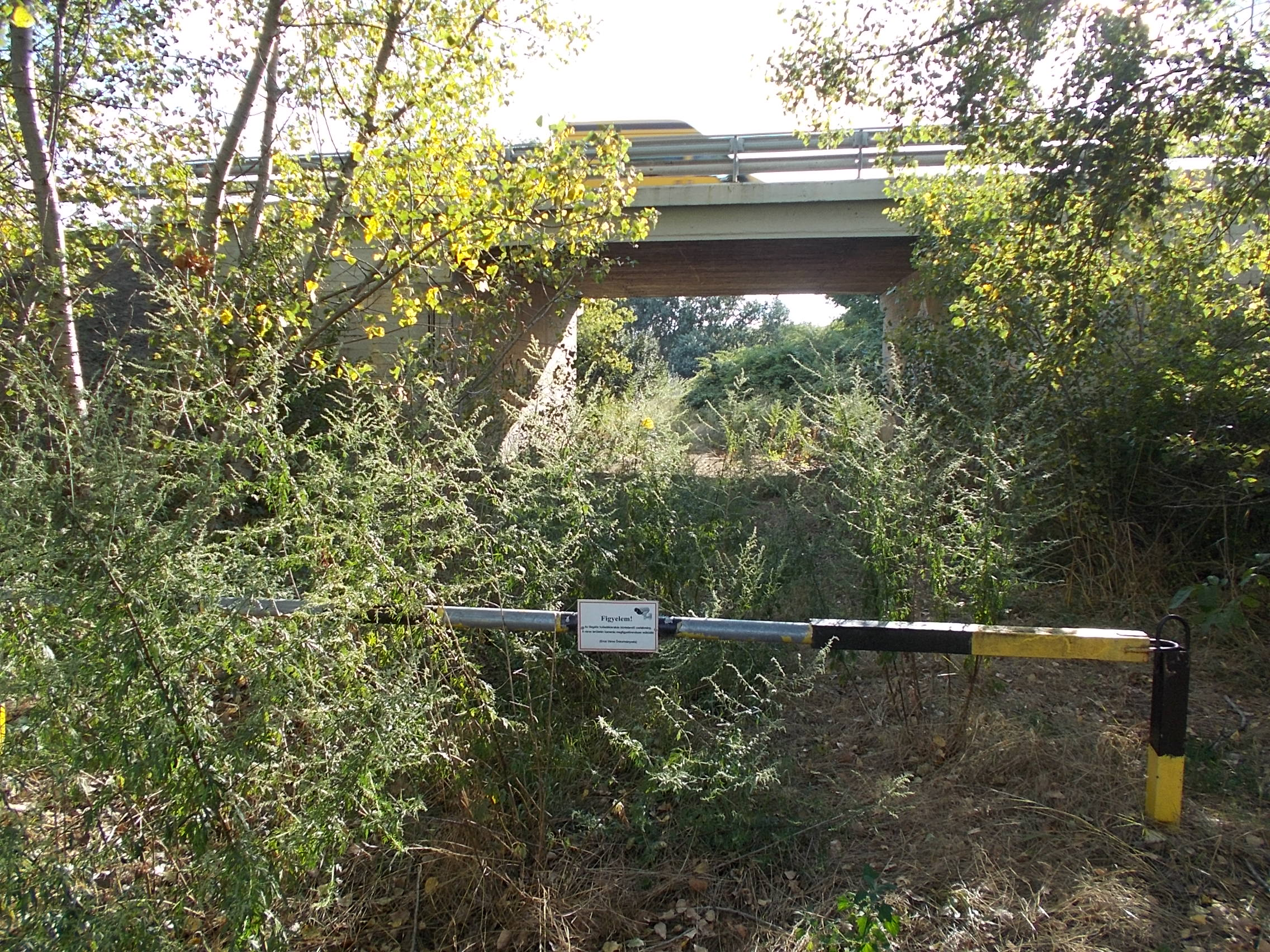
Pont de la route 6 à Ercsi en 2023.
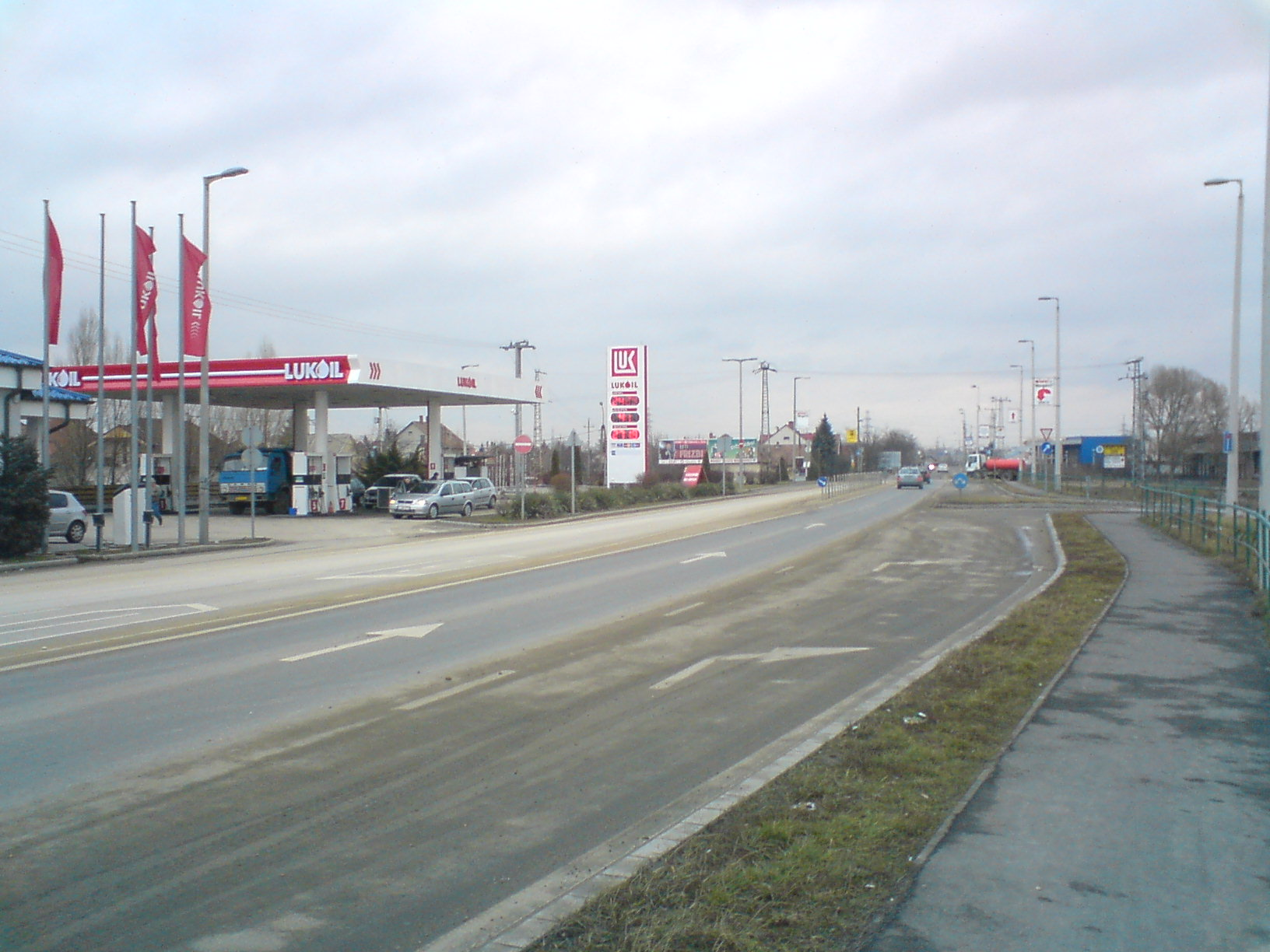
La M6 à Érd en 2009.
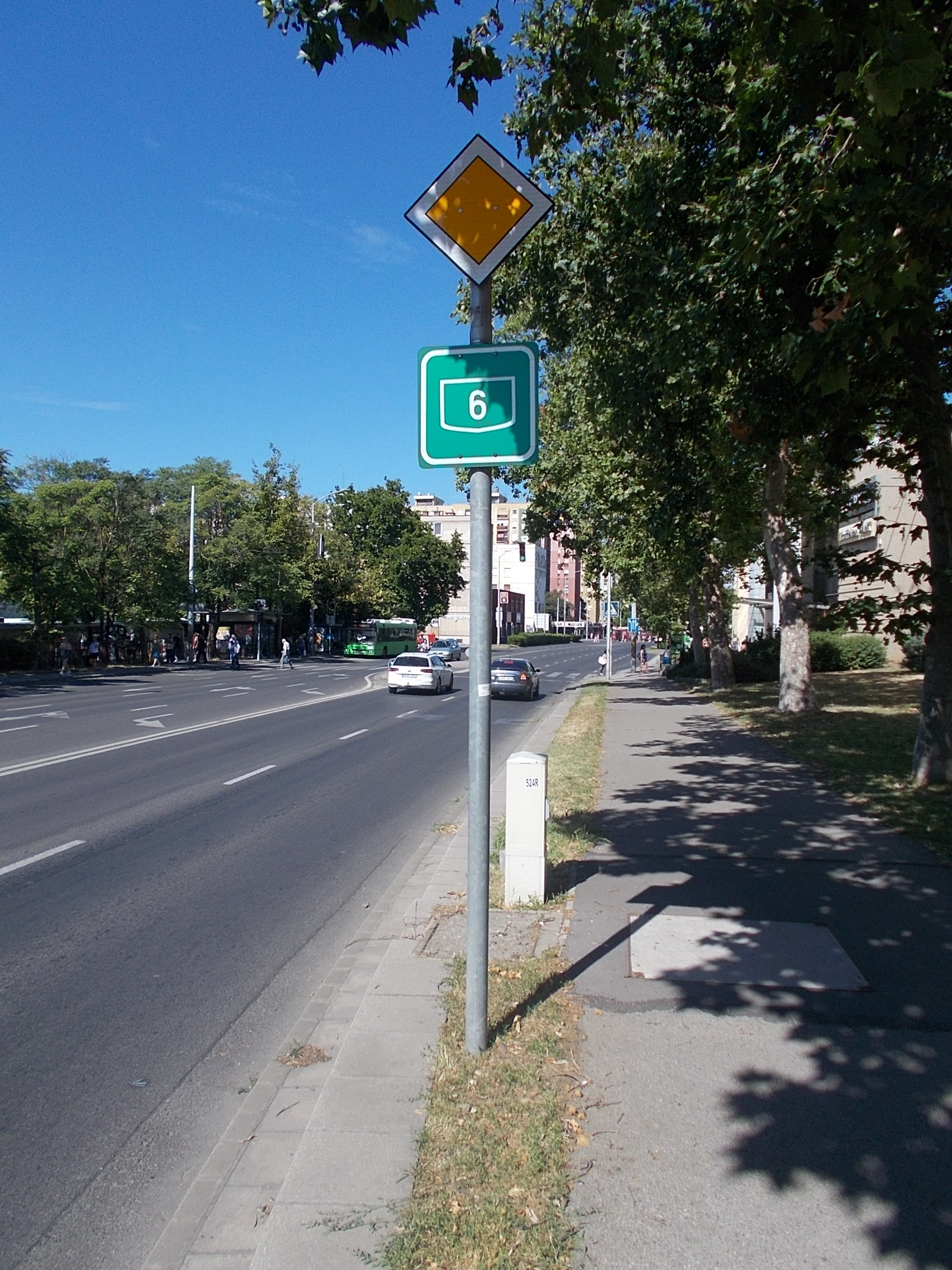
La rue Nagy Lajos király partie de la route 6 à Pécs en 2022.